# Userkaf
Userkaf (được biết đến trong Tiếng Hy Lạp cổ đại như là Usercherês, Ούσερχέρης) là một pharaoh Ai Cập, ông là người sáng lập ra Vương triều thứ 5, ông trị vì từ 7 tới 8 năm vào giai đoạn đầu thế kỷ thứ 25 TCN. Rất có thể, ông thuộc về một nhánh của hoàng gia vương triều thứ Tư, mặc dù vậy dòng dõi gia đình của ông hiện vẫn chưa được rõ ràng và danh tính vị hoàng hậu của ông hiện vẫn còn bị nghi ngờ. Userkaf có thể là người con trai của Khentkaus I và đã cưới Neferhetepes. Ông đã có ít nhất là một người con gái và rất có thể là một người con trai, người mà đã kế vị ngôi vị pharaoh của ông, Sahure.
Triều đại của ông đã báo hiệu sự trỗi dậy của việc thờ cúng thần Ra, vị thần đã thực sự trở thành vị thần chính của vương quốc dưới thời vương triều thứ 5. Userkaf có thể đã là một Đại tư tế của thần Ra trước khi lên ngôi, và đã xây dựng một ngôi đền mặt trời, được biết đến với tên gọi Nekhenre, nằm giữa Abusir và Abu Gurab. Bằng việc làm này, ông đã tạo nên một truyền thống được tiếp tục bởi những vị vua kế vị của mình trong một giai đoạn kéo dài khoảng 80 năm. Về bản chất, Nekhenre thực hiện chức năng là ngôi đền tang lễ cho mặt trời lặn. Những nghi lễ thực hiện trong ngôi đền chủ yếu có liên quan tới cả chức năng là vị thần sáng tạo của Ra cũng như vai trò của ông ta là người cha của nhà vua.
Userkaf đã xây dựng kim tự tháp ở Saqqara nằm gần với của Djoser, một địa điểm mà buộc các kiến trúc sư đặt ngôi đền tang lễ đi kèm nằm ở một vị trí khác thường, về phía nam của kim tự tháp. Kim tự tháp này nhỏ hơn các kim tự tháp khác thuộc vương triều thứ 4 nhưng ngôi đền tang lễ của nó lại được trang trí xa hoa và rộng khắp với những bức phù điêu được sơn màu có chất lượng tốt. Ngoài kim tự tháp cho riêng mình và ngôi đền, Userkaf đã xây dựng một kim tự tháp nhỏ hơn nằm gần kim tự tháp của ông cho một trong số những vị hoàng hậu của mình, dường như là Neferhetepes. Mặc dù Userkaf là chủ thể của một sự thờ cúng tang lễ sau khi ông qua đời giống như các vị vua khác của vương triều thứ Năm, sự thờ cúng của ông lại tương đối ít quan trọng, và đã bị từ bỏ sau khi vương triều này kết thúc. Có ít thông tin về những hoạt động của ông được biết đến ngoài việc xây dựng kim tự tháp và ngôi đền mặt trời của ông. Biên niên sử hoàng gia thời Cổ Vương quốc ghi chép lại việc dâng bia, bánh mì và đất đai cho nhiều vị thần khác nhau, một vài trong số đó có thể tương ứng với các công trình xây dựng nhân danh Userkaf, bao gồm ngôi đền Montu ở El-Tod đây là nơi mà ông được chứng thực là vị pharaoh đầu tiên. Bên ngoài biên giới của Ai Cập, một cuộc viễn chinh quân sự tới Canaan hoặc Sa mạc phía Đông có thể đã diễn ra, và các mối quan hệ thương mại với khu vực Aegea dường như đã tồn tại vào thời điểm đó.

## Gia đình

### Cha mẹ và hôn phối

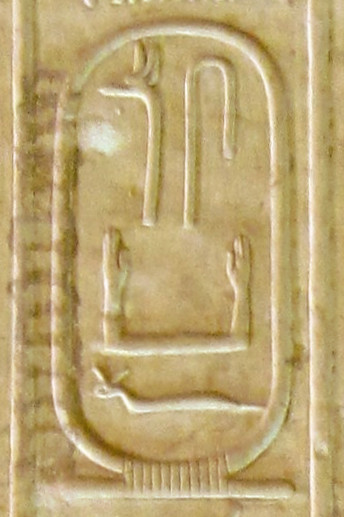
Đồ hình của Userkaf trong bản Danh sách Vua Abydos.

Danh tính cha mẹ của Userkaf không được biết chắc chắn, nhưng rõ ràng là ông có mối quan hệ về dòng dõi với các vị vua của vương triều thứ 4 trước đó. Nhà Ai Cập học Miroslav Verner đề xuất rằng ông là một người con trai của Menkaure với một trong những hoàng phi của ông ta và có thể là người em ruột của vị tiên vương của ông và cũng là vị vua cuối cùng của vương triều thứ 4, Shepseskaf.
Ngoài ra, Nicolas Grimal, Peter Clayton và Michael Rice đề xuất rằng Userkaf là một người con trai của Neferhetepes, người được Grimal, Magi và Rice nhìn nhận như là một người con gái của Djedefre với Hetepheres II. Danh tính người chồng của Neferhetepes trong giả thuyết này hiện vẫn chưa rõ, Grimal phỏng đoán rằng ông ta có thể là "tư tế của Ra, lãnh chúa của Sakhebu", được đề cập tới trong cuộn giấy cói Westcar. Aidan Dodson và Dyan Hilton đề xuất rằng Neferhetepes đã được chôn cất trong kim tự tháp nằm cạnh với kim tự tháp của Userkaf, mà được cho là thuộc về một người phụ nữ có cùng tên.

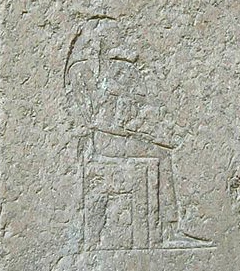
Chân dung của Khentkaus I từ ngôi mộ của bà

Tuy vậy, vị trí của kim tự tháp được quy cho thuộc về Neferhetepes thay vào đó lại ám chỉ một cách chắc chắn rằng bà có thể là vợ của Userkaf. Nếu vậy, bà sẽ được đồng nhất với Neferhetepes, người vốn là mẹ của vị vua kế vị Userkaf và dường như là con trai của ông, Sahure. Một bức phù điêu từ con đường đắp cao của Sahure miêu tả vị vua này và hoàng hậu của mình cùng với người mẹ của ông ta, được xác định là một Neferhetepes, mà nhiều khả năng khiến cho bà là vợ của Userkaf. Giống với Grimal, Jaromír Malek xem bà như là một người con gái của Djedefre và Hetepheres II.Tiếp nối giả thuyết này, Mark Lehner cũng cho rằng mẹ của Userkaf có thể là nữ hoàng Khentkaus I.
Dodson và Hilton lập luận rằng Neferhetepes không được ban cho tước hiệu người vợ của đức vua trong các thư tịch sau này mà vốn có liên quan tới sự thờ cúng tang lễ của bà, mặc dù vậy họ lưu ý rằng chưa thể kết luận được sự thiếu vắng này. Họ đề xuất rằng hoàng hậu của Userkaf có thể là Khentkaus I, một giả thuyết được chia sẻ bởi Selim Hassan. Clayton và Rosalie cùng Anthony David đống ý với điều này, hơn nữa còn tiếp tục khẳng định rằng Khentkaus I là con gái của Menkaure. Bernhard Grdseloff lập luận rằng với tư cách là một hậu duệ của Djedefre lại kết hôn với một người phụ nữ thuộc dòng chính của hoàng tộc, Userkaf đã có thể thống nhất được các phe phái đối địch trong hoàng gia và chấm dứt được các xung đột triều đại có thể đã xảy ra. Ngoài ra, Userkaf có thể đã là Đại tư tế của Ra trước khi lên ngôi, điều này giúp cho ông có đủ ảnh hưởng để cưới góa phụ của Shepseskaf, Khentkaus I.

### Con cái
Nhiều nhà Ai Cập học, bao gồm Verner, Zemina, David và Baker, tin rằng Sahure là con trai của Userkaf hơn là em trai của ông theo như những gì được ghi lại trong cuộn giấy cói Westcar. Bằng chứng chính cho điều này là một bức phù điêu cho thấy Sahure và người mẹ của ông ta Neferhetepes, đây cũng là tên của vị hoàng hậu sở hữu kim tự tháp nằm cạnh kim tự tháp của Userkaf Một lý lẽ khác ủng hộ cho mối quan hệ cha con của Sahure đó là vị trí kim tự tháp của ông ta nằm sát gần với ngôi đền mặt trời của Userkaf. Không có người con nào khác của Userkaf được xác định ngoại trừ một người con gái có tên là Khamaat, được đề cập trong những dòng chữ khắc được phát hiện ở mastaba của Ptahshepses.

## Triều đại

### Độ dài triều đại
Độ dài chính xác cho triều đại của Userkaf chưa được biết rõ. Dựa vào các bằng lịch sử và khảo cổ học, các nhà Ai Cập học đã nhất trí rằng ông đã trị vì từ 7 tới 8 năm vào thời điểm khởi đầu của vương triều thứ Năm.
Đầu tiên, một phân tích đối với biên niên sử hoàng gia Cổ Vương quốc gần đương thời cho thấy rằng triều đại của Userkaf được ghi lại trên 8 ngăn tương ứng với ít nhất 7 năm đầy đủ không hơn. Năm rõ ràng nhất được ghi lại trên biên niên sử này đối với Userkaf là năm diễn ra lần kiểm kê gia súc thứ ba của ông. Việc kiểm kê gia súc là một sự kiện quan trọng nhằm đánh giá lượng thuế sẽ được thu trên số dân. Sự kiện này được cho là diễn ra hai năm một lần dưới thời kỳ Cổ Vương quốc, nghĩa là lần kiểm kê gia súc thứ 3 tương ứng với năm trị vì thứ sáu của ông. Lần kiểm kê này cũng còn được chứng thực trong một dòng chữ của thợ xây được tìm thấy trên một tảng đá trong ngôi đền mặt trời của Userkaf. Thứ hai, Userkaf được ghi lại là có một triều đại kéo dài 7 năm trên cột thứ 3, hàng thứ 17 của cuộn giấy cói Turin, một văn kiện được biên soạn dưới triều đại của Ramesses II từ các nguồn cổ trước đó.
Nguồn lịch sử duy nhất ủng hộ cho một triều đại lâu dài hơn đó là tác phẩm Aegyptiaca (Αἰγυπτιακά), một tác phẩm lịch sử của Ai Cập được Manetho biên soạn vào thế kỷ thứ 3 TCN, dưới triều đại của Ptolemaios II (283–246 TCN). Không còn bản sao nào của Aegyptiaca còn sót lại cho tới ngày nay và nó chỉ được biết đến thông qua các tác phẩm sau này của Sextus Julius Africanus và Eusebius. Theo học giả Byzantine George Syncellus, Africanus đã viết rằng Aegyptiaca đề cập tới sự kế vị "Usercherês → Sephrês → Nefercherês" vào thời điểm khởi đầu của vương triều thứ 5. Usercherês, Sephrês, và Nefercherês được cho là cách gọi theo tiếng Hy Lạp lần lượt dành cho Userkaf, Sahure và Neferirkare.Đặc biệt, sự tái dựng của Manetho đối với giai đoạn đầu của vương triều thứ 5 phù hợp với những gì được ghi lại trong bản danh sách vua Abydos và phiến đá Saqqara, hai bản danh sách vua được biên soạn dưới triều đại của Seti I và Ramesses II. Trái ngược với cuộn giấy cói Turin, Africanus thuật lại rằng Aegyptiaca ước lượng triều đại của Userkaf kéo dài trong 28 năm,lâu hơn nhiều so với sự đồng thuận ngày nay.

### Người sáng lập nên vương triều thứ Năm

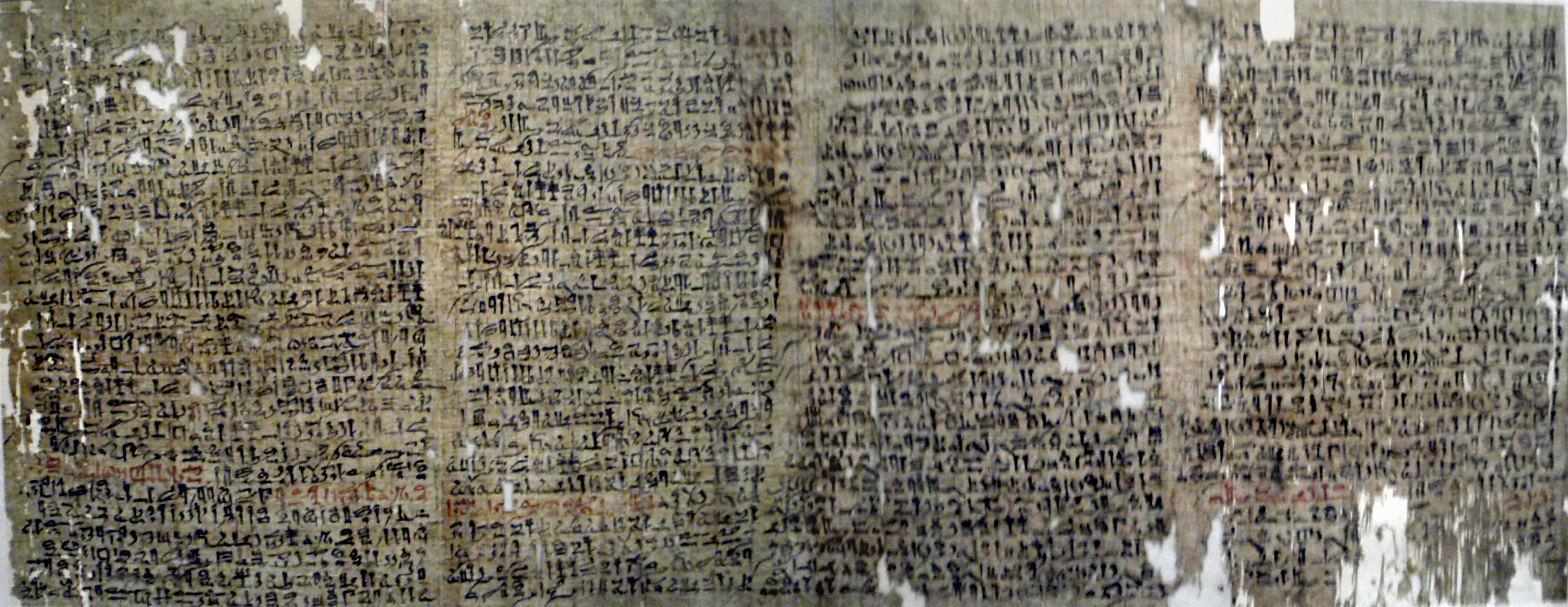
Cuộn giấy cói Westcar, hiện trưng bày tại bảo tàng Ägyptisches, có niên đại thuộc về Vương triều thứ Mười Bảy nhưng câu chuyện của nó có thể được viết dưới thời vương triều thứ 12.

Sự phân chia các vị vua Ai Cập cổ đại thành các vương triều là một sáng tạo trong tác phẩm Aegyptiaca của Manetho, nhằm gắn bó chặt chẽ hơn với những kỳ vọng của những người bảo trợ cho Manetho, các vị vua Hy Lạp thuộc vương triều Ptolemaios.Tuy nhiên, một sự khác biệt giữa triều đại thứ 4 và thứ 5 có thể đã được công nhận bởi người Ai Cập cổ đại, như là được ghi chép lại trong một truyền thuyết lâu đời hơn mà vốn được tìm thấy trong câu chuyện của cuộn giấy cói Westcar. Trong câu chuyện này, vua Khufu của vương triều thứ Tư được báo hiệu về sự sụp đổ của dòng dõi của ông ta và sự trỗi dậy của một vương triều mới thông qua sự lên ngôi của ba người anh em, những người con trai của thần Ra. Câu truyện này có niên đại vào thời kỳ vương triều thứ 7 hoặc có thể là 12.
Ngoài những bằng chứng lịch sử như trên, sự phân chia giữa vương triều thứ 4 và thứ 5 dường như phản ánh những thay đổi thực tế diễn ra vào thời điểm đó, đặc biệt trong tôn giáo của Ai Cập, và trong vai trò của nhà vua. Địa vị tối cao của Ra đối với các vị thần Ai Cập còn lại và sự sùng bái hoàng gia ngày càng tăng dành cho vị thần này biến thần Ra trở thành một dạng vị thần của vương quốc, một điều mới lạ so với vương triều thứ 4, vốn dành phần nhiều tầm quan trọng vào việc an táng của hoàng gia.
Chức vụ của Userkaf trước khi lên ngôi không được biết rõ. Grimal cho rằng ông có thể là Đại tư tế của Ra ở Heliopolis hoặc Sakhebu, một trung tâm thờ cúng thần Ra được nhắc đến trong cuộn giấy cói Westcar. Giả thuyết về một mối liên hệ giữa nguồn gốc vương triều thứ Năm và Sakhebu được đề xuất đầu tiên bởi nhà Ai Cập học Flinders Petrie, ông ta đã chú thích rằng trong ngôn ngữ tượng hình của người Ai Cập tên gọi Sakhebu tương tự với của Elephantine, thành phố mà Manetho coi là cái nôi của Vương triều thứ 5. Theo Petrie, việc khẳng định rằng cuộn giấy cói Westcar ghi lại một truyền thuyết mà đề cập đến nguồn gốc của vương triều thứ 5 có thể giải thích cho ghi chép của Manetho, đặc biệt cho thấy rằng không có mối liên hệ cụ thể nào khác giữa Elephantine và các vị pharaon của vương triều thứ 5.

### Hoạt động ở Ai Cập

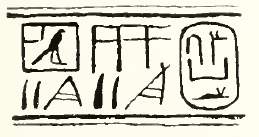
Con dấu trụ lăn của Userkaf đọc là "Userkaf người được yêu quý của các vị thần, người được yêu quý của Hathor"

Ngoài việc xây dựng khu phức hợp tang lễ của mình và ngôi đền mặt trời, có ít điều được biết đến về Userkaf. Malek nói rằng triều đại ngắn ngủi của ông có thể cho thấy ông đã cao tuổi khi trở thành pharaoh. Verner cho rằng triều đại của Userkaf là quan trọng bởi vì nó đánh dấu giai đoạn đỉnh cao của việc thờ cúng thần mặt trời, tước hiệu pharaon "Người con trai của Ra" đã trở thành mang tính hệ thống từ triều đại của ông trở đi.
Ở Thượng Ai Cập, Userkaf đã ra lệnh hoặc là đã mở rộng ngôi đền Montu tại Tod, tại đây ông là vị pharaoh đầu tiên được chứng thực. Do sự thay đổi về cấu trúc, đặc biệt là trong giai đoạn đầu của Trung Vương quốc, Tân Vương quốc và thời kỳ Ptolemaios, chỉ còn ít phần thuộc về ngôi đền gốc ban đầu của Userkaf còn tồn tại tới ngày nay. Đó là một nhà nguyện nhỏ bằng gạch bùn bao gồm một cây cột bằng đá granite, được chạm khắc với tên của vị vua.
Các hoạt động đối nội khác có thể được suy ra từ biên niên sử Cổ Vương quốc, được biên soạn dưới triều đại của Neferirkare hoặc Nyuserre. Chúng ghi lại rằng Userkaf đã ban tặng của cải cho các vị thần của Heliopolis vào năm thứ hai và thứ sáu dưới triều đại của ông và các vị thần của Buto vào năm thứ sáu của ông, cả hai có thể được dành cho các dự án xây dựng nhân danh Userkaf. Cùng một cách thức như trên, biên niên sử còn ghi lại một sự ban tặng đất đai cho thần Horus vào năm trị vì thứ sáu của Userkaf, lần này đề cập rõ ràng tới "xây dựng ngôi đền [Horus']".
Những vị thần khác được Userkaf tôn kính bao gồm cả Ra and Hathor, cả hai vị thần này đều nhận được sự dâng tặng về đất đai mà được ghi lại trong biên niên sử, tương tự là đối với Nekhbet, Wadjet, "thần của vùng đất thiêng ở Thượng Ai Cập" và "thần của điền trang Djebaty", họ được dâng tặng bánh mì, bia và đất đai. Cuối cùng, một mảnh vỡ nhỏ thuộc văn bản trong biên niên sử cho thấy rằng thần Min có thể cũng được hưởng lợi từ sự ban tặng của Userkaf. Bằng chứng khác nữa cho các hoạt động tôn giáo diễn ra vào thời điểm này được biểu lộ bởi một chiếu chỉ của hoàng gia được tìm thấy trong mastaba của một vị quan tên là Nykaankh ông ta được chôn cất tại Tihna al-Jabal ở miền Trung Ai Cập. Theo chiếu chỉ này, Userkaf ban tặng và cải tổ một số lãnh địa hoàng gia dành cho việc duy trì sự thờ cúng thần Hathor và phong cho Nykaankh làm tư tế của việc thờ cúng này.
Trong khi Userkaf chọn Saqqara để xây dựng khu phức hợp kim tự tháp của mình, các quan lại vào thời điểm này bao gồm cả vị vizier Seshathotep Heti, tiếp tục xây dựng lăng mộ của họ tại khu nghĩa trang Giza.

### Thương mại và các hoạt động quân sự

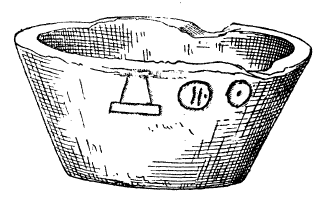
Bình đá từ Kythira mang tên ngôi đền mặt trời của Userkaf

Triều đại của Userkaf có thể đã chứng kiến một sự phục hồi về thương mai giữa Ai Cập và những người hàng xóm Aegea của nó như được chỉ ra bởi một loạt các bức phù điêu đến từ ngôi đền tang lễ của ông đang miêu tả những con thuyền tiến hành có thể là một cuộc viễn chinh bằng đường biển. Bằng chứng khác nữa cho sự tiếp xúc như vậy đó là một bình đá có mang tên ngôi đền mặt trời của ông được khai quật trên hòn đảo Kythira của Hy Lạp. Chiếc bình này là bằng chứng sớm nhất cho sự tiếp xúc thương mại giữa Ai Cập và khu vực Aegea. Những hiện vật ở Anatolia, có niên đại thuộc về triều đại của Menkauhor Kaiu và Djedkare Isesi, chứng minh rằng những sự tiếp xúc này đã tiếp tục tồn tại trong suốt thời kỳ vương triều thứ Năm.
Về phía Nam của Ai Cập, Userkaf đã phát động một cuộc viễn chinh quân sự nhằm vào Nubia,trong khi biên niên sử Cổ vương quốc ghi lại rằng ông đã nhận được cống phẩm từ một vùng đất hoặc là Sa mạc phía Đông hoặc Canaan dưới hình thức một lực lượng lao động gồm một tù trưởng và 70 người ngoại quốc (dường như là phụ nữ), cũng như là 303 "kẻ phản loạn đã nguôi ngoai" để làm việc tại kim tự tháp của Userkaf. Đó có thể là những tù nhân đến từ một cuộc viễn chinh quân sự khác tới miền đông của Ai Cập hoặc những kẻ nổi loạn bị lưu đày khỏi Ai Cập trước năm thứ hai của Userkaf và giờ đây đang sẵn sàng để tái hòa nhập trở lại với xã hội Ai Cập. Theo nhà Ai Cập học Hartwig Altenmüller những người này đã bị trừng phạt sau các cuộc chiến tranh giành triều đại liên quan đến sự kết thúc của vương triều thứ Tư.

### Tượng

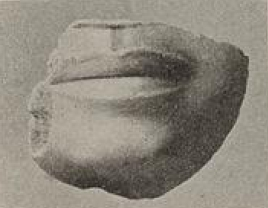
Mảnh vỡ từ bức tượng bằng đá thạch cao tuyết hoa của Userkaf được tìm thấy tại ngôi đền mặt trời của ông ở Abu Gurob, ngày nay nằm tại bảo tàng Ägyptisches ở Berlin (ÄM 19774).

Một vài bức tượng bị vỡ nát của Userkaf đã được khai quật, bao gồm một bức tượng bán thân của ông trong ngôi đền mặt trời ở Abusir, ngày nay nằm tại Bảo tàng Ai Cập. Phần đầu của bức tượng Userkaf cao 45 cm (18 in) và được chạm khắc từ đá sa thạch. Tác phẩm điêu khắc này được đánh giá là đặc biệt quan trọng bởi vì nó là một trong số rất ít các tác phẩm điêu khắc có niên đại từ thời kỳ Cổ vương quốc mà có khắc họa cảnh nhà vua đội Deshret (Vương miện đỏ) của Hạ Ai Cập.Đầu tượng này được phát hiện vào năm 1957 trong cuộc đồng khai quật thám hiểm của viện Đức và Thụy Sĩ ở Cairo. Một chiếc đầu khác có thể thuộc về Userkaf, đang đội Hedjet của Thượng Ai Cập, nó được tạc từ đá vôi và được sơn màu, hiện nằm tại Bảo tàng Nghệ thuật Cleveland.
Phần đầu của một bức tượng khổng lồ lớn hơn người thực của Userkaf, ngày nay nằm tại bảo tàng Ai Cập, đã được Cecil Mallaby Firth tìm thấy trong sân đền thuộc khu phức hợp tang lễ của ông ở Saqqarah vào năm 1928. Đầu tượng khổng lồ bằng đá granite hồng của Aswan miêu tả vị vua đội khăn đội đầu nemes với một con rắn hổ mang trên trán của ông. Đây là đầu tượng lớn nhất còn tồn tại cho tới ngày nay mà có niên đại thuộc về thời kỳ Cổ Vương quốc ngoại trừ Tượng nhân sư lớn ở Giza và cũng là bức tượng hoàng gia khổng lồ duy nhất từ thời kỳ này. Nhiều mảnh vỡ từ các bức tượng khác của nhà vua làm từ đá diorite và granit cũng đã được tìm thấy tại cùng địa điểm.

## Đền Mặt trời

Ngôi đền mặt trời của Userkaf, 1 = obelisk, 2 = obelisk pedestal, 3 = statue shrines, 4 = court open to the sun, 5 = altar, 6 = outbuilding, 7 = causeway, 8 = valley temple

### Tầm quan trọng
Userkaf là vị pharaoh đầu tiên xây dựng một ngôi đền dành riêng cho thần mặt trời Ra ở khu nghĩa trang Memphis phía bắc Abusir, trên một doi đất nằm ở rìa sa mạc ngay phía nam vùng Abu Gurab ngày nay. Ngôi đền duy nhất có thể có trước ngôi đền mặt trời của Userkaf là ngôi đền đi kèm với tượng Nhân sư lớn ở Giza, mà có thể đã được dành riêng cho thần Ra và do đó có thể phục vụ các mục đích tương tự. Trong bất cứ trường hợp nào đi chăng nữa, những vị vua kế vị Userkaf trong suốt 80 năm sau đó đã tiếp nối việc làm này của ông: các ngôi đền mặt trời đã được xây dựng bởi những vị pharaon tiếp theo của vương triều thứ Năm cho tới tận thời của Menkauhor Kaiu, với ngoại lệ duy nhất có thể là Shepseskare, do triều đại của ông ta có thể quá ngắn để có thể xây dựng một ngôi đền. Nguyên do cho việc lựa chọn Abusir làm địa điểm đặt ngôi đền mặt trời của Userkaf vẫn chưa được giải thích một cách thỏa đáng, địa điểm này không có ý nghĩa đặc biệt quan trọng nào vào thời điểm đó. Sự lựa chọn của Userkaf có thể đã ảnh hưởng tới các vị vua tiếp theo của vương triều thứ Năm, họ đã biến Abusir trở thành khu nghĩa trang hoàng gia cho tới tận triều đại của Menkauhor Kaiu.
Đối với nhà Ai Cập học Hans Goedicke, quyết định của Userkaf về việc xây dựng một ngôi đền cho mặt trời lặn tách biệt khỏi khu phức hợp tang lễ của ông là một sự biểu hiện và đối phó với những căng thẳng về chính trị - xã hội, nếu không nói là rối loạn, vào giai đoạn cuối của vương triều thứ Tư. Việc xây dựng ngôi đền mặt trời đã thừa nhận một sự phân biệt giữa thế giới bên kia của nhà vua và các vấn đề tôn giáo có liên quan đến mặt trời lặn, mà vốn đã rất gắn kết với nhau trong các quần thể kim tự tháp ở Giza và dưới thời các pharaon của vương triều thứ Tư. Do đó, kim tự tháp Userkaf sẽ trở nên biệt lập ở Saqqara, thậm chí sẽ không bị bao quanh bởi một khu nghĩa trang rộng lớn hơn của những người cùng thời với ông, trong khi đó ngôi đền mặt trời sẽ phục vụ nhu cầu xã hội dành cho một giáo phái mặt trời, mà vốn được đại diện bởi nhà vua sẽ không còn là được hiện thân bởi riêng ông ta nữa. Tương tự như vậy Malek coi việc xây dựng các ngôi đền mặt trời như là đánh dấu một sự thay đổi từ việc thờ cúng hoàng gia, mà vốn chiếm ưu thế trong giai đoạn đầu vương triều thứ Tư, sang thành thờ cúng thần mặt trời Ra. Một kết quả của những thay đổi này đó là nhà vua giờ đây chủ yếu được tôn sùng như là người con trai của Ra.

### Tên gọi
Ngôi đền mặt trời của Userkaf được gọi là Nekhenre bởi người Ai Cập cổ đại, Nḫn Rˁ.w, nó có thể được dịch theo nhiều cách khác nhau như là "Pháo đài của Ra", "Thành trì của Ra", "Dinh thự của Ra", "Nhà kho của Ra" và "Nơi sinh của Ra".
Theo Coppens, Janák, Lehner, Verner, Vymazalová, Wilkinson và Zemina, Nḫn ở đây có thể thực sự ám chỉ đến thị trấn Nekhen, mà còn được gọi là Hierakonpolis, thay vì chỉ có nghĩa là "pháo đài". Hierakonpolis là một thành trì và trung tâm quyền lực của các vị vua thuộc giai đoạn cuối thời kỳ tiền vương triều, những người đã thống nhất Ai Cập. Họ đề xuất rằng Userkaf có thể chọn cái tên này nhằm nhấn mạnh sự chiến thắng và tính thống nhất của sự thờ cúng thần Ra hoặc ít nhất là để thể hiện ý nghĩa mang tính biểu tượng nào đó liên quan đến vương quyền. Nekhen còn là tên của một cơ quan chịu trách nhiệm cho việc cung cấp tài nguyên cho vị vua đang sống cũng như là cho sự thờ cúng tang lễ của ông ta sau khi ông ta qua đời. Do đó, ý nghĩa thực sự của Nekhenre có thể gần với "Nekhen của Ra" hoặc "Hierakonpolis của Ra".

### Chức năng
Ngôi đền mặt trời của Userkaf đầu tiên xuất hiện với tư cách như là kim tự tháp XVII trong bản danh sách kim tự tháp tiên phong của Karl Richard Lepsius vào giai đoạn giữa thế kỷ thứ 19. Bản chất thật sự của nó đã được Ludwig Borchardt thừa nhận vào đầu thế kỷ thứ 20 nhưng nó chỉ được khai quật hoàn toàn từ năm 1954 tới tận năm 1957 bởi một đội khảo cổ bao gồm Hanns Stock, Werner Kaiser, Peter Kaplony, Wolfgang Helck, và Herbert Ricke. Theo biên niên sử hoàng gia, việc xây dựng ngôi đền này đã bắt đầu vào năm thứ năm dưới triều đại của Userkaf, và nhân dịp này ông đã ban tặng 24 lãnh địa hoàng gia dành cho việc duy trì ngôi đền.
Ngôi đền mặt trời của Userkaf có diện tích 44 m × 83 m (144 ft × 272 ft) và được định hướng theo hướng tây. Nó giữ vai trò chính là là một địa điểm thờ cúng dành cho sự thờ cúng tang lễ của thần Ra và được cho là có liên quan đến sự thờ cúng tang lễ của hoàng gia. Cả hai quần thể có cấu trúc khá là giống nhau, vì chúng bao gồm một ngôi đền thung lũng nằm sát sông the Nile và một con đường đắp cao dẫn lên ngôi đền lớn nằm trên cao nguyên sa mạc. Tuy nhiên kiến trúc của chúng lại khác nhau. Ví dụ, ngôi đền tang lễ của quần thể ngôi đền mặt trời lại không được định hướng bởi bất cứ điểm chính nào mà thay vào đó chỉ hướng chừng tới Heliopolis, và con đường đắp cao lại không nằm thẳng hàng với trục của ngôi đền lớn. Cuộn giấy cói Abusir Papyri, một tập hợp của các ghi chép hành chính từ giai đoạn sau của vương triều thứ Năm, chỉ ra rằng các hoạt động thờ cúng đã diễn ra tại ngôi đền mặt trời và ngôi đền tang lễ là có liên quan đến nhau; chẳng hạn như lễ vật dành cho cả hai việc thờ cúng đã được chuyển đi từ ngôi đền mặt trời. Quả thực, các ngôi đền mặt trời được xây dựng trong thời kỳ này cho thần Ra đóng vai trò giống như vai trò của các kim tự tháp cho các vị vua. Chúng là các ngôi đền tang lễ dành cho vị thần mặt trời, tại đây ông ta được tái sinh và trẻ lại, mà vốn cần thiết để duy trì trật tự thế giới. Do đó các nghi lễ được thực hiện chủ yếu có liên quan đến vai trò là vị thần sáng tạo của Ra cũng như là vai trò của vị thần này như là người cha của đức vua. Trong suốt triều đại của mình, nhà vua sẽ bổ nhiệm các vị quan thân tín nhất của mình để điều hành ngôi đền, cho phép họ được hưởng lợi từ thu nhập của ngôi đền và do đó bảo đảm lòng trung thành của họ. Sau khi pharaoh qua đời, nguồn thu nhập của ngôi đền sẽ được hợp nhất với quần thể kim tự tháp và chu cấp cho sự thờ cúng của hoàng gia.
Công việc xây dựng Nekhenre đã không dừng lại khi Userkaf qua đời mà còn tiếp tục ít nhất qua bốn giai đoạn xây dựng, giai đoạn đầu tiên đã được thực hiện dưới thời Sahure, và tiếp đó dưới thời của những người kế vị của ông ta là Neferirkare Kakai và Nyuserre Ini. Vào thời điểm kết thúc triều đại của Userkaf, ngôi đền mặt trời vẫn chưa chứa cây cột tháp (obelisk) lớn bằng đá granite nằm trên một đế cột mà sau này sẽ có mặt. Thay vào đó ngôi đền chính của nó bao gồm một bức tường bao quanh hình chữ nhật cùng với một trụ cao đặt trên một ụ đất nằm ở trung tâm của nó, có thể như là một chỗ đậu dành cho chim ưng của thần mặt trời. Nằm về phía đông của ụ đất này là một bệ thờ bằng gạch bùn cùng với các tượng miếu thờ nằm ở cả hai bên của nó. Theo biên niên sử hoàng gia, từ năm trị vì thứ 6 trở đi, Userkaf đã ra lệnh rằng hai con bò và hai con ngỗng sẽ được hiến tế hàng ngày tại Nekhenre. Những con vật này dường như đã được giết mổ ở xung quanh hoặc trong ngôi đền chính, con đường đắp cao đủ rộng để có thể dẫn những con bò còn sống tới nó.

## Quần thể Kim tự tháp

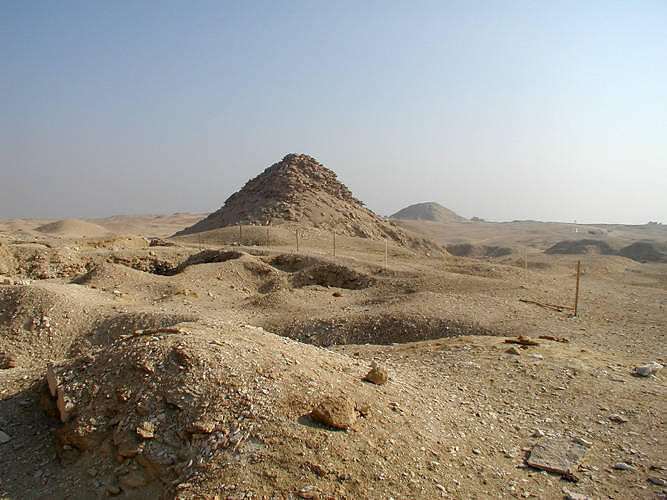
Kim tự tháp đổ nát của Userkaf tại Saqqara.

### Kim tự tháp Userkaf

#### Vị trí
Không giống như tất cả các pharaoh của vương triều thứ Tư, Userkaf đã xây dựng một kim tự tháp khiêm tốn ở phía Bắc Saqqara, nằm ở rìa phía đông bắc bức tường bao quanh quần thể kim tự tháp của Djoser. Quyết định này, có lẽ mang tính chính trị, có thể liên quan tới sự phục hồi lại của thành phố Memphis như là trung tâm của bộ máy chính quyền, trong đó Saqqara nằm ở phía Tây là khu nghĩa trang, cũng như là một mong muốn cai trị theo các phép tắc và cách thức gần giống với của Djoser. Đặc biệt, giống như của Djoser và không giống với các quần thể kim tự tháp ở Giza, quần thể an táng của Userkaf không bị bao quanh bởi một nghĩa tranh dành cho những người hầu cận của ông. Theo Goedicke, vai trò tôn giáo rộng lớn vốn được các kim tự tháp của vương triều thứ Tư nắm giữ lúc này đã được các ngôi đền mặt trời nắm giữ, trong khi đó quần thể an táng của nhà vua chỉ phục vụ nhu cầu an táng cá nhân của nhà vua. Do vậy, việc lựa chọn Saqqara của Userkaf là biểu thị sự trở lại của một khái niệm "hòa hợp và vị tha" về vương quyền mà Djoser dường như đã biểu tượng hóa, đối lập với của Khufu, người gần như đã là hiện thân của thần mặt trời với tư cách cá nhân.

#### Cấu trúc kim tự tháp

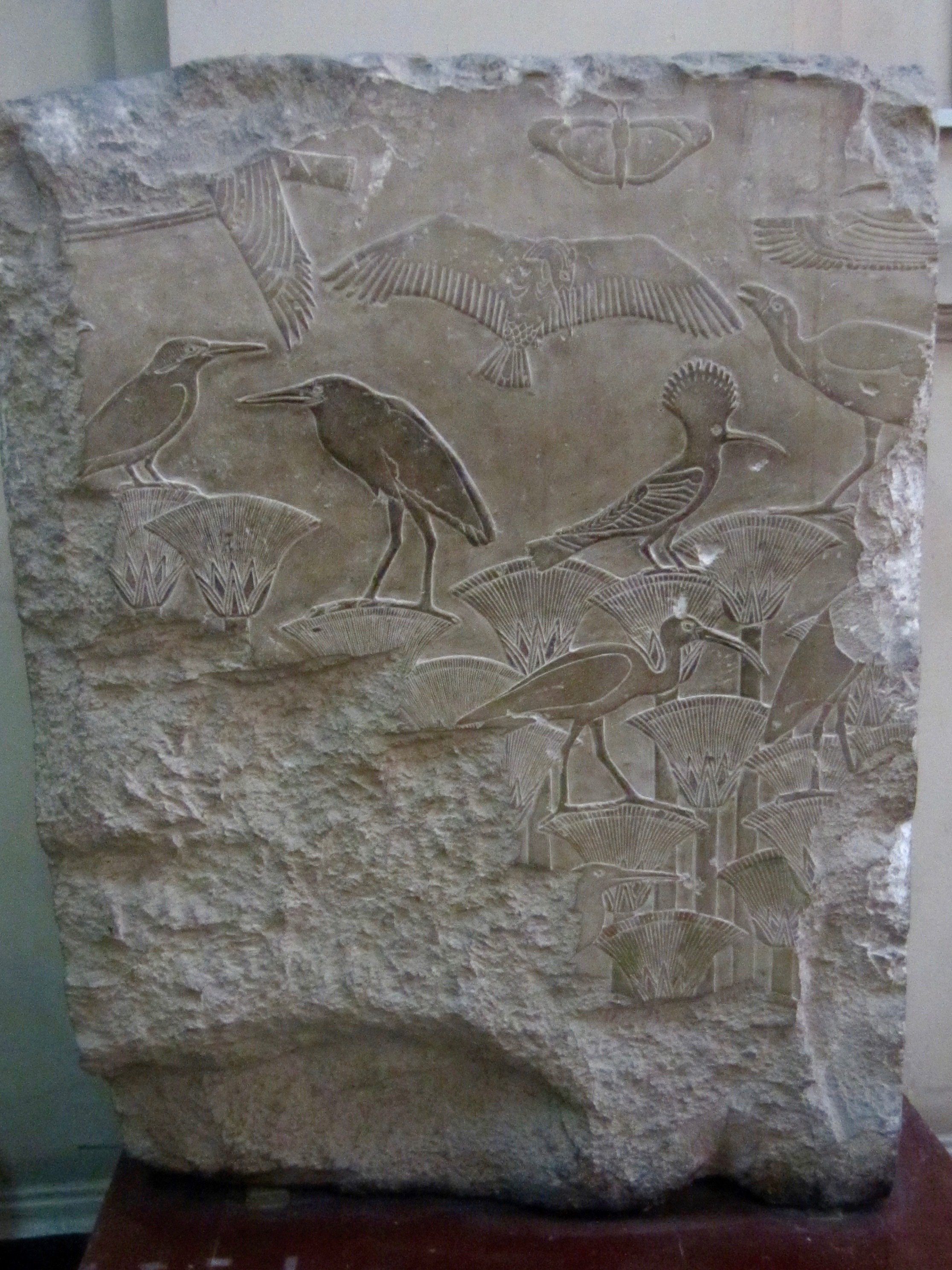
Phù điêu từ ngôi đền tang lễ của Userkaf, ban đầu được sơn màu

Quần thể kim tự tháp của Userkaf được gọi là Wab-Isut Userkaf, có nghĩa là "Thuần khiết khi là ngôi nhà của Userkaf".
Kim tự tháp này ban đầu đạt tới độ cao 49 m (161 ft), mặt đáy là 73,3 m (240 ft). Theo khối lượng thì nó là kim tự tháp cho nhà vua nhỏ thứ hai dưới thời vương triều thứ Năm chỉ sau cái của vị vua cuối cùng, Unas. Kim tự tháp này được xây dựng theo các kĩ thuật đã có sẵn dưới thời vương triều thứ Tư, với phần lõi bằng đá thay vì sử dụng đá vụn như những kim tự tháp tiếp theo của vương triều thứ Năm và Sáu.Tuy nhiên, phần lõi của nó lại được bố trí kém tới nỗi một khi lớp vỏ ngoài bằng đá vôi mịn của kim tự tháp bị cướp đi, nó đã sụp đổ thành một đống đá vụn. Căn phòng chôn cất được lót bằng những khối đá vôi lớn, phần mái của nó được tạo thành từ các dầm đá vôi.

### Ngôi đền tang lễ
Quần thể tang lễ của kim tự tháp Userkaf đặc biệt ở chỗ ngôi đền tang lễ lại nằm ở phía Nam thay vì phía đông như các kim tự tháp bình thường khác. Điều này gần như chắc chắn là do sự hiện diện của một con hào lớn nằm bao quanh kim tự tháp của Djoser và chạy về phía đông theo như đề xuất của Verner, hoặc là do địa hình chung của Saqqara và sự hiện diện của các ngôi mộ cổ ở khu vực lận cận theo như sự giải thích của Edwards và Lauer. 
Trong bất cứ trường hợp nào đi chăng nữa, điều này có nghĩa rằng Userkaf đã chọn được chôn cất gần với Djoser kể cả khi điều này ngụ ý rằng ông không thể sử dụng cách bố trí bình thường cho ngôi đền của mình. Rainer Stadelmann tin rằng lý do cho việc lựa chọn địa điểm và cách bố trí là do nó phù hợp với mục đích ban đầu và do sự hiện diện của trung tâm hành chính của nghĩa trang nằm ở góc đông bắc quần thể của Djoser. Verner thay vào đó nhận thấy một niềm khao khát nhân danh Userkaf để hưởng lợi từ sự quan trọng về mặt tôn giáo của quần thể của Djoser. Mặt khác, lựa chọn vị trí ngôi đền của Userkaf về phía nam của kim tự tháp có thể được thúc đẩy hoàn toàn bởi các lý do về tôn giáo, các nhà Ai Cập học Herbert Ricke và Richard H. Wilkinson đề xuất rằng nó có thể đảm bảo cho ngôi đền quanh năm sẽ được nằm dưới ánh sáng mặt trời, trong khi Altenmüller đề xuất rằng nó được xếp thẳng hàng với một cột tháp (obelisk) mà có thể được đặt gần đó.
Các bức tường của ngôi đền tang lễ đã được trang hoàng rộng rãi bằng nhiều bức phù điêu đắp nổi với chất lượng hiếm có.Những gì còn sót lại của các chất màu trên một số bức phù điêu cho thấy rằng những bức phù điêu này ban đầu đã được sơn màu. Ngôi đền kim tự tháp của Userkaf đại diện cho một sự đổi mới quan trọng ở phương diện này; ông là vị pharaoh đầu tiên đưa những cảnh thiên nhiên vào trong ngôi đền tang lễ của mình, bao gồm những cảnh đi săn trong các đầm lầy mà sẽ trở nên phổ biến trong các giai đoạn sau này. Các tác phẩm nghệ thuật thì lại hết sức chi tiết, với dù chỉ bức phù điêu đơn lẻ cũng cho thấy có không dưới bảy loại chim khác nhau và một con bướm. Những cảnh săn bắn tượng trưng cho chiến thắng của nhà vua trước các thế lực của sự hỗn loạn và do đó có thể làm sáng tỏ vai trò của Userkaf như là Iry-Maat, có nghĩa là "Vị thần người mà thiết lập Maat", đây là một trong số những tên gọi của Userkaf.

## Quần thể kim tự tháp của Neferhetepes

### Kim tự tháp

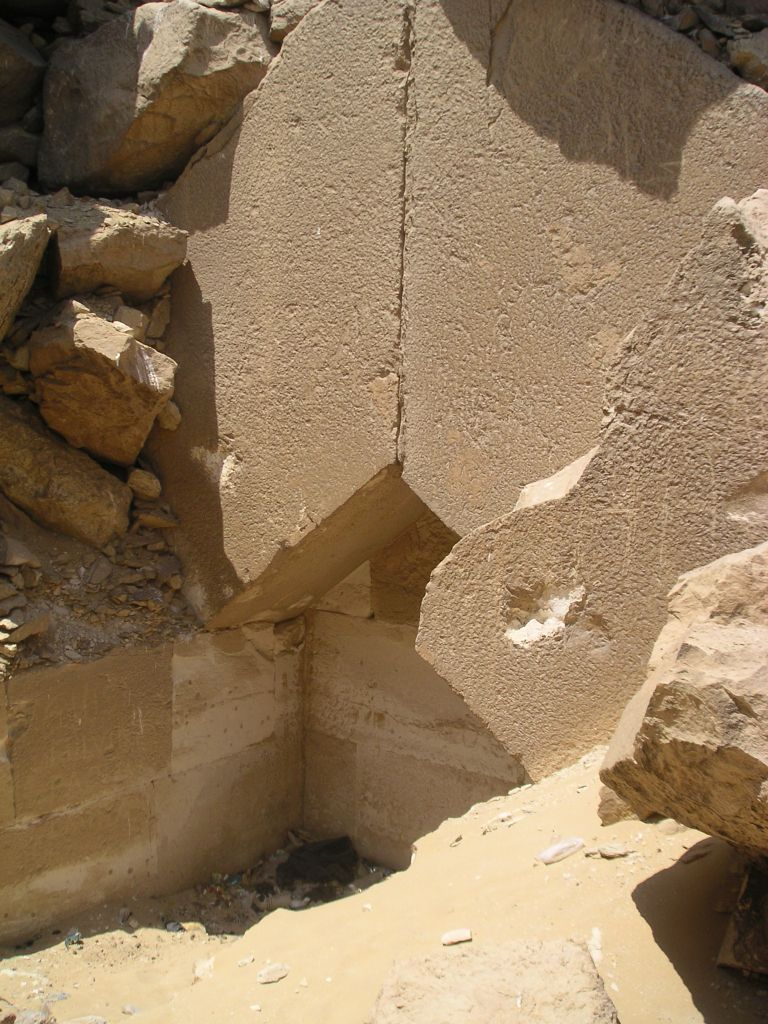
Căn phòng chôn cất trong kim tự tháp của hoàng hậu bị lộ ra do những kẻ trộm đá

Cách khu tường rào bao quanh quần thể tang lễ của Userkaf khoảng 10 m (33 ft) về phía Nam, có một quần thể kim tự tháp riêng biệt mà rất có khả năng là được xây dựng dành cho một trong những vị hoàng hậu của ông. Kim tự tháp này được xây theo trục đông tây, nó đã bị hư hại nghiêm trọng và ngày nay chỉ còn là một gò gạch vụn nhỏ. Mặc dù vẫn chưa xác định được chính xác tên của kim tự tháp này, các nhà Ai Cập học như Cecil Mallaby Firth, Bernard Grdseloff, Audran Labrousse, Jean-Philippe Lauer và Tarek El-Awady đều tin rằng chủ nhân của nó là Neferhetepes, mẹ của Sahure và rất có khả năng là vợ của Userkaf.
Kim tự tháp này ban đầu cao khoảng 17 m (56 ft) với độ dốc là 52°, tương tự với kim tự tháp của Userkaf, và đáy dài 26,25 m (86,1 ft).Phần lõi của kim tự tháp này được xây dựng với kỹ thuật giống như của kim tự tháp chính và kim tự tháp thờ cúng, bao gồm ba lớp đá vôi địa phương được đẽo khá thô nằm ngang và vữa thạch cao. Phần lõi được bao phủ bởi một lớp vỏ ngoài bằng đá vôi Tura mịn, ngày nay đã mất. Kim tự tháp này đã được sử dụng rộng rãi như là một mỏ khai thác đá tới mức thậm chí các căn phòng bên trong của nó bị lộ ra ngoài. Những căn phòng này là là một phiên bản thu nhỏ của các căn phòng bên trong kim tự tháp của Userkaf, nhưng không có các căn phòng chứa.

### Ngôi đền tang lễ
Quần thể kim tự tháp của hoàng hậu có ngôi đền tang lễ riêng của nó, nằm ở phía đông của kim tự tháp. Lối vào ngôi đền dẫn tới một sân cột không có mái che, kéo dài từ đông sang tây, tại đây diễn ra việc dọn dẹp các nghi thức và chuẩn bị lễ vật. Một nhà nguyện dùng cho việc hiến tế nằm sát vách kim tự tháp và có ba hốc để đặt tượng cùng với một vài căn phòng chứa để chứa các lễ vật. Đại sảnh của ngôi đền được trang trí với những bức phù điêu về các đám rước động vật và những người mang lễ vật tiến về phía điện thờ của hoàng hậu.

## Di sản

### Sự thờ cúng tang lễ

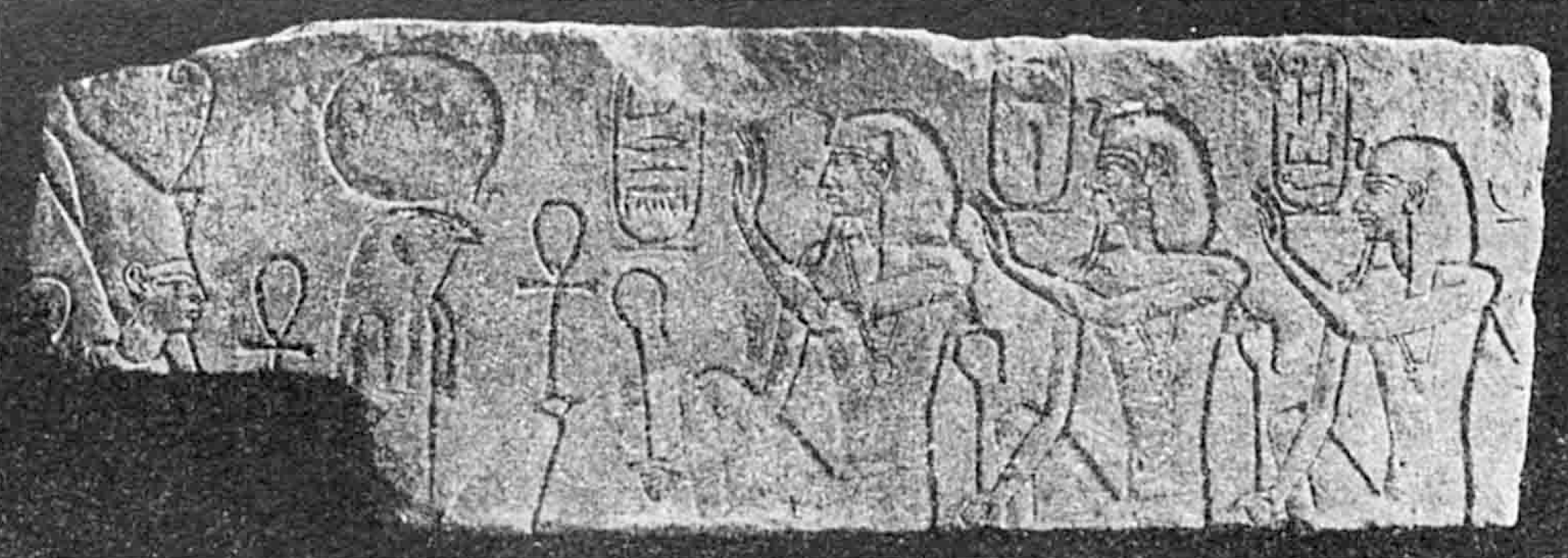
Phù điêu từ một ngôi mộ Saqqara có niên đại thuộc về thời đại Ramesses, từ trái qua phải: Djoser, Teti và Userkaf

Giống như các vị pharaon khác của vương triều thứ Tư và thứ Năm, Userkaf đã được thờ cúng sau khi ông qua đời. Sự thờ cúng của ông đã được nhà nước bảo trợ và dựa vào các của cải được tạo ra trong những điền trang nông nghiệp dành riêng mà vốn được thiết lập trong suốt triều đại của ông, cũng như là các của cải khác như vải được mang tới từ "Ngôi nhà bạc" (quốc khố).
Sự thờ cúng này đã hưng thịnh trong giai đoạn đầu cho tới giai đoạn giữa vương triều thứ Năm, như được chứng minh bởi các ngôi mộ và những con dấu của các tư tế và quan lại tham gia như Nykaure, người phụng sự việc thờ cúng Userkaf và Neferefre; Nykaankh và Khnumhotep, những người phụng sự trong quần thể kim tự tháp của Userkaf; Ptahhotep, một tư tế của Nekhenre và ngôi đền tang lễ của Userkaf; Tepemankh, Nenkheftka và Senuankh, những người phụng sự việc thờ cúng Userkaf và Sahure; Pehenukai, một vizier dưới triều đại của Sahure và Neferirkare Kakai; và Nykuhor, một quan toà, người kiểm tra các ký lục, hội viên hội đồng đương sự, và tư tế của các sự thờ cúng tang lễ của Userkaf và Neferefre.
Tầm quan trọng lâu dài của sự thờ cúng chính thức của Userkaf có thể được phán đoán bằng việc nó bị bãi bỏ vào giai đoạn cuối của vương triều thứ Năm. Để so sánh, sự thờ cúng chính thức của những người kế vị Userkaf, chẳng hạn như Nyuserre Ini, kéo dài tới tận thời kỳ Trung Vương quốc. Ngôi đền tang lễ của Userkaf chắc hẳn đã ở trong tình trạng hư hại nặng nề hoặc hoặc bị phá hủy vào thời điểm vương triều thứ Mười Hai, bởi vì một số khối đá trang trí tàn dư của nó miêu tả nhà vua đang thực hiện một nghi lễ đã được tái sử dụng cho kim tự tháp của Amenemhat I. Userkaf không phải là vị vua duy nhất có ngôi đền tang lễ đối mặt với số phận này: ngôi đền của Nyuserre cũng bị nhắm đến ngay cả khi những vị tư tế cuối cùng của nó đã phụng sự trong giai đoạn này. Những sự việc trên bóng gió gợi ý rằng hoàng gia không còn quan tâm đến các việc duy trì những sự thờ cúng tang lễ của các vị vua Cổ Vương quốc vốn được nhà nước bảo trợ.
Các ví dụ về những sự sùng bái cá nhân đại diện cho các cá nhân sùng đạo đã kéo dài lâu hơn. Ví dụ, Userkaf đã được miêu tả trên một bức phù điêu đến từ ngôi mộ Saqqara của vị tư tế Mehu, một người sống vào thời đại Ramesses sau này. Vào giai đoạn đầu của thời kỳ này, dưới triều đại của Ramesses II, người con thứ tư của Ramesses, Khaemwaset (khoảng năm 1280–1225 TCN), đã cho khôi phục lại kim tự tháp của Userkaf, như được thể hiện trong những dòng chữ khắc trên lớp đá ốp đến từ khu vực hiện trường kim tự tháp mà cho thấy Khaemweset cùng với những người mang lễ vật.

### Trong văn hóa đương thời
Nhà văn đoạt Giải Nobel Văn học người Ai Cập Naguib Mahfouz đã xuất bản một truyện ngắn vào năm 1945 về Userkaf với tựa đề "Afw al-malik Usirkaf: uqsusa misriya". Truyện ngắn này đã được Raymond Stock dịch là "Sự khoan dung của Userkaf", nó nằm trong tập truyện ngắn Sawt min al-ʻalam al-akhar, tiêu đề của nó được dịch là Những tiếng nói tới từ thế giới khác: truyện kể Ai Cập cổ đại.
Trong tập đặc biệt vào năm 1983 của Sesame Street, Don't Eat the Pictures, Big Bird và Snuffy đã đụng độ với một hoàng tử Ai Cập tại Bảo tàng Nghệ thuật Metropolitan, người tự giới thiệu bản thân là hoàng tử Sahure, con trai của vị thần Userkaf.